# ホルヘ・バカ
ホルヘ・バカ（Jorge Vaca、1959年12月14日 - ）は、メキシコの男性プロボクサー。ハリスコ州グアダラハラ出身。元WBC世界ウェルター級王者。

## 来歴
1978年2月10日、メキシコでプロデビュー。
1984年3月31日、メキシコウェルター級王座を獲得。同王座は12度の防衛に成功した。
1987年10月28日、WBC世界ウェルター級王者ロイド・ハニガンに挑戦し、8回負傷判定勝ちで王座を獲得した。
1988年3月30日、ハニガンと再戦し3回KO負けで王座から陥落した。
1988年7月16日、IBF世界ウェルター級王者サイモン・ブラウンに挑戦し、3回TKO負けで王座獲得ならず。

## 獲得タイトル
- 第17代WBC世界ウェルター級王座